# Onze-Lieve-Vrouw-Geboortekerk (Hoogmade, 1875-1929)
De Onze-Lieve-Vrouw-Geboortekerk uit 1875 was een rooms-katholieke kerk aan de Kerkstraat in Hoogmade, vlak bij het riviertje de Does.
De kerk werd van 1874 tot 1875 gebouwd, ter vervanging van een oudere schuilkerk ten oosten van het dorp, aan de Oude Kerkweg. Architect Evert Margry ontwierp een driebeukige kruiskerk in neogotische stijl. Het gebouw kreeg een voorstaande klokkentoren met naaldspits en werd op 10 oktober 1877 plechtig ingewijd door bisschop Snickers. In een artikel in De Tijd ter gelegenheid van de consecratie werd de kerk beschreven als "een waar pronkjuweel van kerkelijke architectuur, dat buiten twijfel onder het opzicht van kunst en soliditeit strenge eischen zal kunnen doorstaan". Door een fout in de fundering raakte het gebouw echter al na enkele decennia instabiel en in juni 1929 werd het wegens instortingsgevaar met spoed ontruimd en gesloopt. In 1931-1932 werd op dezelfde plaats de nieuwe, gelijknamige kerk gebouwd.

## Fouten in de fundering
Bij de bouw van de Onze-Lieve-Vrouw-Geboortekerk was een grote fout gemaakt in de fundering. Toen hij een goede twintig jaar na de bouw al begon te verzakken, werd de kerk rondom uitgegraven en daarbij bleek, dat de dragende delen van de kerk niet op, maar naast de heipalen waren gebouwd. Er werden ingrijpende maar provisorische reparaties uitgevoerd. Toen al waren er twijfels over de toekomst van de kerk en in 1917 werd er na nieuwe problemen weer een onderzoek ingesteld. De rapporteur meldde, dat hij geen dag meer kon instaan voor het gebruik van het gebouw. In de jaren twintig begon de westelijke beuk van de kerk langzaam te verzakken en in het voorjaar van 1929 verergerde dit zodanig dat het gebouw met spoed ontruimd moest worden. 

## Tijdlijn instorting, sloop en noodkerk
- Begin juni 1929 ontstonden grote scheuren in de muren en het gewelf.
- Op maandag 3 juni werd de kerk op advies van de Leidse bouwkundigen Jan van der Laan en Leo van der Laan ontruimd en gesloten. Ook daarna nog werd de inboedel uit het gebouw gehaald. Het allerheiligste en de preekstoel, kruiswegstaties en kerkbanken werden gered, evenals een deel van de heiligenbeelden.[3][4]
- Op dinsdag 4 juni waren de steunpilaren en de vloer in de westbeuk met 15 centimeter verzakt ten opzichte van het middenpad. Door een scheur over de hele lengte van het gewelf kon men naar buiten kijken. Later op de dag zakte een deel van de muur van het transept in, samen met een aansluitend deel van het gewelf van de westbeuk.[5] Ook vreesde men voor instorting van de toren,[6] die achterover begon te hellen.
- 's Woensdags werd de muur van de westbeuk neergehaald en bleek de verzakking al een meter te bedragen. Met de muur kwam ook een deel van het koor naar beneden dat zich bij het transept bevond. Het kerkorgel, dat nog intact was, kwam daardoor in de open lucht te staan en werd ter bescherming afgedekt.[7][8] In de middag werd het dak van de westbeuk gesloopt. Daarbij bleef de toren stabiel, zodat men besloot dat die kon blijven staan.
- De rest van de kerk is later afgebroken.
- Binnen drie weken na de instorting was aan vader en zoon Van der Laan opdracht gegeven voor een noodkerk met 340 zitplaatsen.[9] Deze architecten ontwierpen ook de definitieve nieuwbouw.
- Een noodkerk werd op zaterdag 7 september ingewijd en 's zondags in gebruik genomen, op de dag van Maria-Geboorte, het feest van de patrones.[10][11]

## Nieuwbouw
De nieuwe kerk van Hoogmade, eveneens gewijd aan Maria-Geboorte, werd in 1931 gebouwd door Jan van der Laan en Leo van der Laan. De toren van Margry werd hierbij hergebruikt. De toren werd ommanteld, verhoogd en voorzien van een nieuwe naaldspits. De aanpalende pastorie uit 1872, eveneens een ontwerp van Evert Margry, bleef wel behouden. 

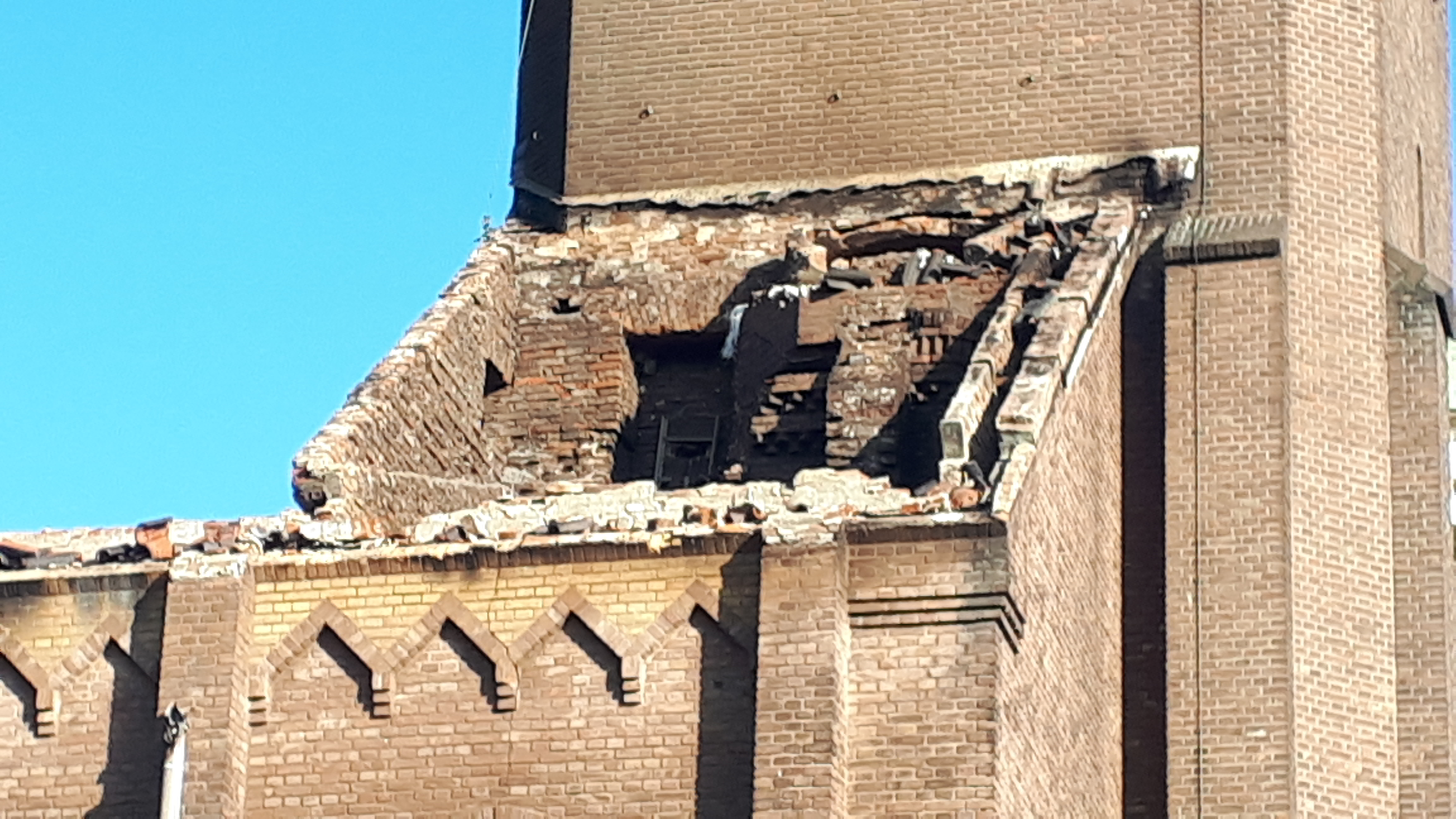
Restanten van de oude toren werden weer zichtbaar na de grote brand in 2019 die de kerk verwoestte